# Нилс Стенсен
Нилс Стенсен (на датски: Niels Stensen), известен и като Никола Стено, е датски учен и католически епископ.
Стенсен има значителен принос в ранното развитие на природните науки, нарежда се сред пионерите в областта на анатомията и геологията, наричан е „баща на геологията и стратиграфията“. Влиза в историята като велик геолог, който предлага за първи път научни обяснения за вкаменелостите и пластовете земна кора, много преди геологията да бъде обособена като самостоятелна наука.
Макар и роден в лутеранско семейство, приема католицизма през 1667 г. По-късно става католически епископ и се нарежда сред водещите фигури на Контрареформацията. Интересът му към естествени науки бързо изчезва и се отдава на богословието. Обявен е за блажен през 1987 г.

## Биография
Роден е в Копенхаген, Дания на 11 януари (1 януари стар стил) 1638 г.
Неговият баща е златар, изпълнявал бижутерни поръчки на датския крал Кристиян IV; почива през 1644 г. Останала вдовица, майка му се жени повторно за друг златар, за да може да се грижи за семейството.
Завършва университета в родния си град. Стено се обучава по класическите научни текстове, но към 1659 г. сериозно започва да поставя под въпрос установеното знание за природата и света. Поставя под въпрос обяснението за образуването на сълзи; идеята, че вкаменелостите растат под земята; обясненията за образуването на скалите. Неговите изследвания и последващи заключения върху вкаменелостите и скалообразуването карат някои съвременници да го нареждат сред основателите на стратиграфията и съвременната геология.
До края на живота си се мести из Европа – Нидерландия, Франция, Италия, Германия. Там осъществява ценни контакти с известни учени и лекари.
Срещата на Никола Стено с Томас Бартолинови е важна за бъдещето му развитие като учен и изследовател, защото го съветва да отиде в Росток, където да изучава анатомия. Така Стено се пренася в непознатия свят на човешкото тяло. Разглежда подробно човешкото сърце и вижда, че той е само здрав мускул. След години започва работа като патолог в италианска болница, но голям интерес проявява към съкращението на мускулите и мускулната система. С помощта на геометрията доказва, че когато мускулът се съкращава, той променя своята форма, но в никакъв случай обема си. Като геолог открива, че чрез пластовете на земната кора може да бъде разбрана историята на Земята. В земната кора, освен скали и минерали, намира древни вкаменелости, които преди хиляди и милиони години са били живи организми.
Никола Стено умира на 25 ноември 1686 г. За неговия научен принос е обявен от католическата църква за блажен през 1987 г.